# Taylor (Nebraska)
Taylor es una villa ubicada en el condado de Loup en el estado estadounidense de Nebraska. En el Censo de 2010 tenía una población de 190 habitantes y una densidad poblacional de 281,07 personas por km².

## Geografía
Taylor se encuentra ubicada en las coordenadas 41°46′11″N 99°22′53″O / 41.76972, -99.38139. Según la Oficina del Censo de los Estados Unidos, Taylor tiene una superficie total de 0.68 km², de la cual 0.68 km² corresponden a tierra firme y (0%) 0 km² es agua.

## Demografía
Según el censo de 2010, había 190 personas residiendo en Taylor. La densidad de población era de 281,07 hab./km². De los 190 habitantes, Taylor estaba compuesto por el 99.47% blancos, el 0% eran afroamericanos, el 0% eran amerindios, el 0% eran asiáticos, el 0% eran isleños del Pacífico, el 0% eran de otras razas y el 0.53% pertenecían a dos o más razas. Del total de la población el 0.53% eran hispanos o latinos de cualquier raza.